# برتراند ترنبال
برتراند ترنبال (انگلیسی: Bertrand Turnbull; ۱۹ آوریل ۱۸۸۷ – ۱۷ نوامبر ۱۹۴۳) بازیکن هاکی روی چمن، و بازیکن کریکت اهل بریتانیا بود.